# ワンス・アポン・ア・タイム (season 4)
アメリカのファンタジー・テレビドラマ、『ワンス・アポン・ア・タイム』の第4シーズンは2014年5月8日に制作発表された。 2014年5月13日、第4シーズンは2つのパートに分かれており、前半は2014年秋に後半が2015年春に放送されることがわかった。 2014年9月28日に放送が開始され、2015年5月10日に放送終了した。日本では2016年4月6日からNHK BSプレミアムで放送される。
2014年4月20日にワンス・アポン・ア・タイム・イン・ワンダーランドに出演していたマイケル・ソーチャがウィル・スカーレット/ハートのジャック役としてシリーズレギュラーになることが判明した。
2つのパートの敵となる、雪の女王や闇の女王（前からいたマレフィセント、新登場のクルエラ、アースラ）たちを含む新しいキャラクターが紹介された。さらに、エルサ、アナ。クリストフ、魔法使いの弟子、ボー・ピープ、ポセイドンなどが判明した。

## キャスト

### レギュラー
- ジニファー・グッドウィン - 白雪姫 / メアリー・マーガレット・ブランチャード（23 エピソード）
- ジェニファー・モリソン - エマ・スワン（23 エピソード）
- ラナ・パリラ - 悪い女王 / レジーナ・ミルズ（23 エピソード）
- ジョシュ・ダラス - チャーミング王子 / デヴィッド・ノーラン（23 エピソード）
- エミリー・デ・レイヴィン - ベル（19 エピソード）
- コリン・オドナヒュー - キリアン・ジョーンズ船長（通称” フック”）（23 エピソード）
- ジャレッド・S・ギルモア - ヘンリー・ミルズ（22 エピソード）
- マイケル・ソーチャ - ウィル・スカーレット/ハートのジャック（15 エピソード）
- ロバート・カーライル - ルンペルシュティルツキン / ミスター・ゴールド（22 エピソード）

### リカーリング
| - ショーン・マグワイア - ロビン・フッド（13 エピソード） - ジョージナ・ヘイグ - エルサ（12 エピソード） - エリザベス・レイル - アナ（10 エピソード） - エリザベス・ミッチェル - イングリッド / 雪の女王 / サラ・フィッシャー（10 エピソード） - スコット・マイケル・フォスター - クリストフ（9 エピソード） - クリスティン・バウアー・ヴァン・ストラテン - マレフィセント（9 エピソード） - リー・アレンバーグ - グランピー / リロイ（7 エピソード） - ビヴァリー・エリオット - ルーカス未亡人 / おばあちゃん（7 エピソード） - パトリック・フィッシュラー - アイザック・ヘラー / 著者（7 エピソード） - ティモシー・ウェッバー - 魔法使いの弟子（7 エピソード） - ヴィクトリア・スマーフィット as クルエラ・ド・ヴィル / クルエラ・フェインバーグ（7 エピソード） - マーリン・ダンジー - アースラ（6 エピソード） - ファスティーノ・ディ・バーダイ - スリーピー / ウォルター（5 エピソード） - クリスティ・レイン - メイド・マリアン（5 エピソード） - レベッカ・メイダー - ゼリーナ / 西の悪い魔女（5 エピソード） - ラファエル・アレハンドロ - ローランド（5 エピソード） - アイオン・ベイリー - ピノキオ / オーガスト・ブース（4 エピソード） - アビー・ロス - エマ・スワン（子供）（4 エピソード） | - キーガン・コナー・トレイシー - ブルー・フェアリー / マザー・スペリアー（3 エピソード） - ジョン・リス＝デイヴィス - パビー（3 エピソード） - アグネス・ブルックナー - リリス・”リリー"・ペイジ（3 エピソード） - ジェイソン・ブルカルト - リトル・ジョン（3 エピソード） - マイケル・コールマン - ハッピー（3 エピソード） - デビッド・ポール・グローブ - ドック（3 エピソード） - ゲイブ・コース - スニージー / トム・クラーク（3 エピソード） - ジェフェリー・ケーサー - ドーピー（3 エピソード） - ミグ・マケリオ - バッシュフル（3 エピソード） - トニー・アメンドーラ - ゼペット / マルコ（2 エピソード） - サラ・ボルジャー - オーロラ姫（2 エピソード） - ジェイコブ・デイヴィーズ - ピノキオ（子供）（2 エピソード） - ジャンカルロ・エスポジート - 魔法の鏡 / シドニー・グラス（2 エピソード） - ジョアンナ・ガルシア - アリエル（1 エピソード） - クリス・ゴージェ - ウィリアム・スミー（1 エピソード） - バーバラ・ハーシー - コーラ / ハートの女王（1 エピソード） - トニー・ペレス - ヘンリー王子（1 エピソード） - ラファエル・スバージ - ジミニー・クリケット / アーチー・ホッパー（1 エピソード） |

### ゲスト
| - パスカル・ハットン - ゲルダ（2 エピソード） - タイラー・ジェイコブ・ムーア - ハンス王子（2 エピソード） - ニルス・オネスタッド - フランツ（2 エピソード） - マーカス・ロスナー - ジャーゲン（2 エピソード） - サリー・プレスマン - ヘルガ（2 エピソード） - ニコル・マノス - リリー（子供）（2 エピソード） - チャールズ・メシュア - 黒髭（2 エピソード） - ウィル・トラバル - ノッティンガムの衛兵（2 エピソード） - オリバー・ライス - アレンデールの王（1 エピソード） - ロビン・ワイガート - ボー・ピープ（1 エピソード） - ガブリエラ・ローズ - ルース（1 エピソード） - ブラッド・ドゥーリフ - ゾソ（1 エピソード） - エリック・キンリーサイド - モーリス卿 / モウ・フレンチ（1 エピソード） | - フランセス・オコナー - コレット（1 エピソード） - ジェシー・シュラム as シンデレラ / アシュレイ・ボイド（1 エピソード） - ダーシー・ジョンソン - オーケン（1 エピソード） - ブライトン・シャルビノ - イングリッド（子供）(1 エピソード) - アヴァ・マリー・テレク - ゲルダ（子供）（1 エピソード） - ベイリー・ハーバート - ヘルガ（子供）（1 エピソード） - ジョナサン・ラニョン - ウェーゼルトン公爵（1 エピソード） - レベッカ・ウィソッキー - ファウスティーナ（1 エピソード） - セバスチャン・ロッシェ - ステファン王（1 エピソード） - アーニー・ハドソン - ポセイドン（1 エピソード） - ティファニー・ボーン - アースラ（子供）（1 エピソード） - ジョナサン・アダムズ - 魔法使い / マーリン（1 エピソード、声のみ） |

## エピソード
| 通算 | No. | エピソード名 （原題）                                   | 監督                           | 脚本                                               | 放送日         | 視聴者数 （万人） |
| ---- | --- | ------------------------------------------------------- | ------------------------------ | -------------------------------------------------- | -------------- | ----------------- |
| 67   | 1   | "アナとエルサの物語" "A Tale of Two Sisters"            | ラルフ・ヘメッカー             | エドワード・キッツィス & アダム・ホロウィッツ      | 2014年9月28日  | 947               |
| 68   | 2   | "孤独なエルサ" "White Out"                              | ロン・アンダーウッド           | ジェーン・エスペソン                               | 2014年10月5日  | 878               |
| 69   | 3   | "もうひとりの雪の女王" "Rocky Road"                     | モーガン・ベッグス             | デヴィッド・H・グッドマン & ジェローム・シュワルツ | 2014年10月12日 | 792               |
| 70   | 4   | "フック船長の左手" "The Apprentice"                     | ラルフ・ヘメッカー             | アンドリュー・チャンブレス & ダナ・ホーガン        | 2014年10月19日 | 807               |
| 71   | 5   | "友情がこわれるとき" "Breaking Glass"                   | アルリック・ライリー           | カリンダ・ヴァスケス & スコット・ニメロー          | 2014年10月26日 | 687               |
| 72   | 6   | "アナとベルの出会い" "Family Business"                  | マリオ・ヴァン・ピーブルス     | カリンダ・ヴァスケス & アンドリュー・チャンブレス  | 2014年11月2日  | 754               |
| 73   | 7   | "三姉妹の物語" "The Snow Queen"                         | ビリー・ジハート               | エドワード・キッツィス & アダム・ホロウィッツ      | 2014年11月9日  | 742               |
| 74   | 8   | "雪の女王の呪い（前編）" "Smash the Mirror (Part 1)"    | イーグル・エギルソン           | デヴィッド・H・グッドマン & ジェローム・シュワルツ | 2014年11月16日 | 680               |
| 75   | 9   | "雪の女王の呪い（後編）" "Smash the Mirror (Part 2)"    | ラルフ・ヘメッカー             | デヴィッド・H・グッドマン & ジェローム・シュワルツ | 2014年11月16日 | 680               |
| 76   | 10  | "アナのネックレス" "Fall"                               | マリオ・ヴァン・ピーブルス     | ジェーン・エスペソン                               | 2014年11月30日 | 643               |
| 77   | 11  | "雪の女王の旅立ち" "Shattered Sight"                    | グウィネス・ホーダー＝ペイトン | スコット・ニメロー & タズ・クーン                  | 2014年12月7日  | 620               |
| 78   | 12  | "ヒーローと悪役" "Heroes and Villains"                  | ラルフ・ヘメッカー             | エドワード・キッツィス & アダム・ホロウィッツ      | 2014年12月14日 | 569               |
| 79   | 13  | "3人の魔女" "Darkness on the Edge of Town"              | ジョン・アミエル               | エドワード・キッツィス & アダム・ホロウィッツ      | 2015年3月1日   | 666               |
| 80   | 14  | "マレフィセントの涙" "Unforgiven"                       | アダム・ホロウィッツ           | アンドリュー・チャンブレス & カリンダ・ヴァスケス  | 2015年3月8日   | 672               |
| 81   | 15  | "マレフィセントのたくらみ" "Enter the Dragon"           | ラルフ・ヘメッカー             | デヴィッド・H・グッドマン & ジェローム・シュワルツ | 2015年3月15日  | 588               |
| 82   | 16  | "人魚の歌" "Poor Unfortunate Soul"                      | スティーブ・パールマン         | アンドリュー・チャンブレス & ダナ・ホーガン        | 2015年3月22日  | 579               |
| 83   | 17  | "白雪姫の黒い心" "Best Laid Plans"                      | ロン・アンダーウッド           | カリンダ・ヴァスケス & ジェーン・エスペソン        | 2015年3月29日  | 548               |
| 84   | 18  | "傷ついたハートの薬" "Heart of Gold"                    | ビリー・ジハート               | タズ・クーン & スコット・ニメロー                  | 2015年4月12日  | 517               |
| 85   | 19  | "魔女クルエラの秘密" "Sympathy for the De Vil"          | ロメオ・タイロン               | デヴィッド・H・グッドマン & ジェローム・シュワルツ | 2015年4月19日  | 512               |
| 86   | 20  | "マレフィセントの娘" "Lily"                             | ラルフ・ヘメッカー             | アンドリュー・チャンブレス & ダナ・ホーガン        | 2015年4月26日  | 521               |
| 87   | 21  | "母と子の絆" "Mother"                                   | ロン・アンダーウッド           | ジェーン・エスペソン                               | 2015年5月3日   | 531               |
| 88   | 22  | "悪役たちのハッピーエンド" "Operation Mongoose, Part 1" | ロメオ・タイロン               | エドワード・キッツィス & アダム・ホロウィッツ      | 2015年5月10日  | 551               |
| 89   | 23  | "闇の行方" "Operation Mongoose, Part 2"                 | ラルフ・ヘメッカー             | エドワード・キッツィス & アダム・ホロウィッツ      | 2015年5月10日  | 551               |

## 制作

### 制作段階
ワンス・アポン・ア・タイムの第4シーズンは2014年5月8日に制作発表された。さらに、第4シーズンは２つのパートに分かれており、前半は2014年秋に後半が2015年春に放送されることがわかった。2014年8月マレフィセントが後半の主な敵であることがわかる。シーズンが始まる前に、第３シーズンの特別総集編が放送され、その最後にアナと雪の女王の物語が取り入れられることが判明した。第4シーズンのテーマは「愛する人のために諦めない」
アダム・ホロウィッツは2パートエピソードである"Smash the Mirror"が早い時間に放送され、2時間であることを発表した。しかしながら、後に公式により否定された。ホロウィッツは後にツイッターですでに発表している22話にさらに加えると明らかにした。さらに、冬の締めくくりが2014年12月14日に放送されると明かした。さらに、その続きは2015年3月1日より放送されることがわかった。2015年5月15日、ホロウィッツは最後の2話は合わせて2時間で放送すると発表した。
後半パートのヴィランズたちは各おとぎ話でおなじみのキャラクターとしてではなくワンス・アポン・ア・タイムのおとぎ話のキャラクターとして登場する。クルエラは映画のときとは異なったバックグラウンドをもっているし、マレフィセントは前のシーズンですでにそうなっているとホロウィッツは述べた。
"ストーリーブルックの秘密"というタイトルの総集編がシーズン間で放送された。ナレーションはジェニファー・モリソン。

### キャスティング
ワンス・アポン・ア・タイム・イン・ワンダーランドの打ち切りが決定した後、ウィル・スカーレット/ハートのジャック役のマイケル・ソーチャがワンス・アポン・ア・タイムのレギュラーキャストになることがわかった。これは2014年4月20日に正式に発表された。マイケル・レイモンド＝ジェームズは彼が演じたニール・キャシディが死亡したため今シーズンでの登場はないことが判明した。Comic Con 2014で公式にジニファー・グッドウィン が　白雪姫 / メアリー・マーガレット・ブランチャード  ジェニファー・モリソン が エマ・スワン, ジョシュ・ダラス が チャーミング王子 / デヴィッド・ノーラン, コリン・オドナヒュー が フック船長,  ジャレッド・S・ギルモア が ヘンリー・ミルズ, ラナ・パリラ が 悪い女王 / レジーナ・ミルズ, エミリー・デ・レイヴィン が ベルを演じることが発表された。エミリーのインスタグラムの写真によりロバート・カーライルが　ルンペルシュティルツキン/ゴールドを演じることが判明した。
2014年7月1日、スコット・マイケル・フォスターがクリストフ役、エリザベス・レイルがアナ役を演じることが発表された。翌日、ジョージナ・ヘイグがエルサ役を演じることが発表された。2014年7月8日、エリザベス・ミッチェルが役名は明かされずキャスティングが発表された。後に、雪の女王であることが判明する。このキャラクターはアナとエルサの叔母であるイングリッドである。エドワード・キッツィスとアダム・ホロウィッツは本物のトナカイをスヴェン役としてキャスティングした。2014年7月28日、タイラー・ジェイコブ・ムーアがハンス王子、ジョン・リス＝デイヴィスがパビーを演じることが発表された。第3話"Rocky Road"に出てくるハンスの二人の兄弟フランツとジョーゲンはそれぞれニルス・オネスタッドとマーカス・ロスナーが演じることがわかった。
ロビン・フッド役のショーン・マグワイアを含むリカーリングのキャストはメイド・マリアン役のクリスティ・レイン、魔法の鏡/シドニー・グラス役ぼジャンカルロ・エスポジート 、ルーカス未亡人/おばあちゃん役ビヴァリー・エリオット、グランピー/リロイ役リー・アレンバーグジミニー・クリケット/アーチー・ホッパー役ラファエル・スバージ、ブルー・フェアリー/マザー・スペリアー役キーガン・コナー・トレイシー、スリーピー/ウォルター役ファスティーノ・ディ・バーダイマレフィセント役のクリスティン・バウアー・ヴァン・ストラテンである。 
2014年9月4日、フランセス・オコナーがベルの母親、コレット役で第6話に出演することが判明した。新しいキャラクター、リリーはニコル・マノス、ヘルガはサリー・プレスマンが演じる。2014年11月5日、ヴィクトリア・サマフィットがクルエラ役としてシーズン後半にリカーリングキャストとして登場。さらに、ディズニーヴィランズのアースラをマーリン・ダンジーが演じる。このキャラクターはオリジナルの海の女神にちなんで付けられた名前である。ストラテン、サマフィット、ダンジーは冬の最後の話である"Heroes and Villains"に初登場した。
2014年10月17日、レベッカ・ウィソッキーが詐欺師・ファウスティーナ役として第10話の"Fall"に出演することが判明、2014年10月22日、デビッド・ポール・グローブ、ゲイブ・コース、マイケル・コールマン、ミグ・マケリオ、ジェフェリー・ケーサーが7人の小人としての出演が判明した。2014年10月25日にジニファー・グッドウィンがメアリーとデヴィッドの息子であるニール・ノーランが8人の赤ちゃんにより演じられることを明かした。
第1話："A Tale of Two Sisters"ではリトル・ジョン役のジェイソン・ブルカルトが登場。第6話にも登場する。ローランド役のラファエル・アレハンドロも第1話に登場し、第3話、第6話にも登場する。第7話ではアナとエルサの母親であるゲルダ役のパスカル・ハットンが登場する。第2話："White Out"では、ボー・ピープ役でロビン・ワイガート、チャーミング王子の母であるルース役のガブリエラ・ローズが登場する。第4話："The Apprentice"では、魔法使いの弟子役のティモシー・ウェッバーが登場し、後に2時間構成の"Smash the Mirror"、第7話："Best Laid Plans"でも登場する。 第4話では先代の闇の王・ゾソ役でブラッド・ドゥーリフが再登場する。
第5話："Breaking Glass"では、エマの子供の頃の役としてアビィ・ロスが再登場する。その後、第10話,、第１６話にも登場する。
第6話："Family Business"では、ベルの父・モーリス卿役のエリック・キンリーサイドが再登場し、オーケン役のダーシー・ジョンソンが登場する。第7話：の"The Snow Queen"では、シンデレラ/アシュレイ役のジェシー・シュラム、オーロラ役のサラ・ボルジャーが登場する。また、若い頃のイングリッド役のブライトン・シャルビノ、若い頃のゲルダ役のアヴァ・マリー・テレク、ヘルガ役のサリー・プレスマン、若い頃のヘルガ役のベイリー・ハーバート、ウェーゼルトン公爵役のジョナサン・ラニョンらが登場する。第10話："Fall"では、黒ひげ役のチャールズ・メシュアが登場する。
パトリック・フィッシュラーは物語の鍵となる人物としてキャスティングされた。初登場は第17話で、彼が著者であることが判明する。 第18話でも登場。
12月15日の2回目のQ&Aで、ホロウィッツはアリエル役のジョアンナ・ガルシアの再登場を明かした。2014年12月18日、オーガスト・ブース/ピノキオ役のアイオン・ベイリーが第4シーズンの複数エピソードに登場することが明かされ、第15話："Enter the Dragon"に登場した。アースラの父であるポセイドン役をアーニー・ハドソンが演じることが明かされた。また、ステファン王をセバスチャン・ロッシェが演じる。2015年2月、西の悪い魔女/ゼリーナ役のレベッカ・メイダーの再登場が判明した。さらに、ノッティンガムの守衛役でウィル・トラバルが出演する。 メイダーとトラバルは第18話に登場。
大人になったリリー役でアグネス・ブルックナーが出演、リリーはエマの子供の頃の友人で子供の頃をニコル・マノスが演じ、第5話に登場する。 2月28日、アダム・ホロウィッツはバーバラ・ハーシーの再登場を発表。2015年3月8日放送の第14話でマルコ/ゼペット役のトニー・アメンドーラが再登場。ピノキオの子供の頃をジェイコブ・デイヴィーズが演じ、アイオン・ベイリー演じる大人のピノキオが次の話で登場する。2015年3月22日放送の"Poor Unfortunate Soul"では、ウィリアム・スミー役のクリス・ゴージェ、若い頃のアースラ役のティファニー・ボーンが登場。